# أوليفر هوكينز
أوليفر هوكينز (بالإنجليزية: Oliver Hawkins)‏ (1992 بإنجلترا في المملكة المتحدة - ) هو لاعب كرة قدم بريطاني في مركز الهجوم. لعب مع داغنهام وريدبريدج وهيميل هيمبستيد تاون ونادي هيلينغدون بورو وHarrow Borough F.C. ‏ ونادي نورثوود لكرة القدم وNorth Greenford United F.C. ‏.

## وصلات خارجية
- أوليفر هوكينز على موقع قاعدة بيانات كرة القدم.إي يو (الإنجليزية)
- أوليفر هوكينز على موقع Soccerbase.com (لاعب) (الإنجليزية)
- أوليفر هوكينز على موقع Soccerway.com (الإنجليزية)